# Yveline Samoris
Yveline Samoris est une nouvelle de Guy de Maupassant, parue en 1882.

## Historique
Yveline Samoris est initialement publiée dans la revue Le Gaulois du 20 décembre 1882, puis dans le recueil posthume Le Père Milon en 1899. Ce récit est repris en grande partie dans la nouvelle Yvette, publiée en 1884.

## Résumé
La comtesse Samoris est arrivé à Paris il y a quelques années, c’est une courtisane qui collectionne les hommes, ses relations ne durent pas plus de six semaines. Yveline, sa fille, est une jeune fille magnifique et innocente. Elle surprend un jour la conversation de deux hommes au sujet de sa mère qu’ils traitent de prostituée de luxe.
La jeune fille ne le croit pas tout d’abord, mais surprenant sa mère un soir, elle doit se rendre à l’évidence. Elle pose un ultimatum à sa mère, quitter Paris, s’installer dans une petite ville et se marier pour arrêter cette vie de débauche, sinon elle se tue.
La mère chasse la fille et ne prête pas attention à ce chantage. Yveline se suicide et la mère après le deuil reprend ses activités.

## Éditions
- Yveline Samoris, dans Maupassant, Contes et Nouvelles, texte établi et annoté par Louis Forestier, éditions Gallimard, Bibliothèque de la Pléiade, 1974  (ISBN 978 2 07 010805 3).